# Metody Newtona-Cotesa
Metody Newtona-Cotesa – zbiór metod numerycznych całkowania, zwanego również kwadraturą. Nazwa pochodzi od Isaaca Newtona i Rogera Cotesa.
Przyjmujemy, że wartości funkcji {\displaystyle f(x)} są znane w równo oddalonych punktach (węzłach) {\displaystyle x_{i},} dla {\displaystyle i=0,\dots ,n.} Dla węzłów nierówno oddalonych od siebie maja zastosowanie inne wzory np. kwadratura gaussowska.
Jeżeli {\displaystyle a=x_{0}<x_{1}<x_{2},\ldots <x_{n-1}<x_{n}=b} są równoodległymi węzłami interpolacji funkcji {\displaystyle f(x)} (tj. {\displaystyle x_{i}} są elementami dziedziny {\displaystyle f,} dla których znana jest wartość {\displaystyle f(x_{i})=y_{i}}), to całkę:
{\displaystyle \int \limits _{a}^{b}f(x)dx}
można aproksymować całką:
{\displaystyle \int \limits _{a}^{b}L_{n}(x)dx}
gdzie {\displaystyle L_{n}(x)dx} jest wielomianem interpolacyjnym Lagrange’a stopnia co najwyżej {\displaystyle n,} przybliżającym funkcję {\displaystyle f(x)} w węzłach interpolacji, tj.:
{\displaystyle L_{n}(x_{0})=y(x_{0}),L_{n}(x_{1})=y(x_{1}),\dots ,L_{n}(x_{n})=y(x_{n})}
Niech {\displaystyle h_{n}={\frac {b-a}{n}}} oznacza długość kroku dzielącą dwa węzły interpolacji.
Wprowadzając zmienną {\displaystyle t,} taką że {\displaystyle x=a+th} można zapisać:
{\displaystyle \lambda _{i}(x)=\lambda _{i}(a+th)=\prod _{j=0\land j\neq i}^{n}{\frac {t-j}{i-j}}=g(t).}
Wtedy:
{\displaystyle \int \limits _{a}^{b}L_{n}(x)dx=\int \limits _{a}^{b}\sum _{i=0}^{n}f(x_{i})\cdot \lambda _{i}(x)dx=\sum _{i=0}^{n}f(x_{i})\cdot \int \limits _{a}^{b}\lambda _{i}(x)dx}
{\displaystyle x=a+t\cdot h,}
{\displaystyle f(x_{i})=f(a+i\cdot h)}
{\displaystyle x_{i}=a+i\cdot h}
dla {\displaystyle a=x_{0}\quad t=0}
dla {\displaystyle x_{1}\quad t=1}
{\displaystyle \ldots }
dla {\displaystyle b=x_{n}\quad t=n}
{\displaystyle dx=(x)'=1}
{\displaystyle dt=(a+t\cdot h)dt=(a+t\cdot h)'=h=dt}
Zmieniając zmienną oraz granice całkowania, otrzymuje się:
{\displaystyle \int \limits _{a}^{b}L_{i}(x)dx=h\cdot \int \limits _{0}^{n}g(t)dt.}
Ostatecznie, wzór Newtona-Cotesa dla {\displaystyle n+1} równo odległych węzłów przyjmuje postać:
{\displaystyle \int \limits _{a}^{b}f(x)dx=\int \limits _{a}^{b}L_{n}(x)dx=\sum _{i=0}^{n}f(x_{i})\cdot \int \limits _{a}^{b}\lambda _{i}(x=a+t\cdot h)dx=\sum _{i=0}^{n}f(x_{i})\cdot h\cdot \int \limits _{0}^{n}\prod _{j=0\land j\neq i}^{n}{\frac {t-j}{i-j}}dt.}
Przyjmując za {\displaystyle A_{i}=h\cdot \int \limits _{0}^{n}\prod _{j=0\land j\neq i}^{n}{\frac {t-j}{i-j}}dt} (nazywane współczynnikami kwadratury Newtona-Cotesa), otrzymuje się:
{\displaystyle \int \limits _{a}^{b}f(x)\approx \sum _{i=0}^{n}f(x_{i})\cdot A_{i}.}
- {\displaystyle A_{i}=A_{n-i}}

Dowód:
{\displaystyle A_{i}=h\cdot \int \limits _{0}^{n}\prod _{j=0\land j\neq i}^{n}{\frac {t-j}{i-j}}dt}
Niech {\displaystyle v=n-t.}
Wtedy:
{\displaystyle dt=-dv}
{\displaystyle A_{i}=-h\cdot \int \limits _{n}^{0}\prod _{j=0\land j\neq i}^{n}{\frac {n-v-j}{i-j}}dv=}
Odwrócenie granic całkowania:
{\displaystyle =h\cdot \int \limits _{0}^{n}\prod _{j=0\land j\neq i}^{n}{\frac {n-j-v}{(n-j)-(n-i)}}dv=}
Niech {\displaystyle (n-j)=j'.}
{\displaystyle =h\cdot \int \limits _{0}^{n}\prod _{j'=0\land j'\neq (n-i)}^{n}{\frac {j'-v}{j'-(n-i)}}dv=}
Po wyciągnięciu (–1) przed licznik i mianownik:
{\displaystyle =h\cdot \int \limits _{0}^{n}\prod _{v'=0\land v'\neq (n-i)}^{n}{\frac {v-v'}{(n-i)-v'}}dv=A_{n-i}}
Definiuje się dwa typy wzorów Newtona-Cotesa:
- otwarte, które nie wykorzystują wartości funkcji w skrajnych punktach, oraz
- zamknięte, wykorzystujące wszystkie wartości funkcji.

Zamknięty wzór Newtona-Cotesa rzędu {\displaystyle n{:}}
{\displaystyle \int \limits _{a}^{b}f(x)\,dx\approx \sum _{i=0}^{n}w_{i}\,f(x_{i}),}
gdzie {\displaystyle x_{i}=hi+x_{0},} z {\displaystyle h} (nazywanym rozmiarem kroku) równym {\displaystyle (x_{n}-x_{0})/n} oraz {\displaystyle w_{i}} są wagami. Wagi można wyprowadzić z wielomianów bazowych Lagrange’a. To oznacza, że zależą tylko od {\displaystyle x_{i},} a nie od funkcji {\displaystyle f.} {\displaystyle L(x)} wielomianem interpolacji w postaci Lagrange’a dla punktów {\displaystyle (x_{0},f(x_{0})),\dots (x_{n},f(x_{n}))}
{\displaystyle {\begin{aligned}&\int \limits _{a}^{b}f(x)\,dx\\\approx {}&\int \limits _{a}^{b}L(x)\,dx\\={}&\int \limits _{a}^{b}\sum _{i=0}^{n}f(x_{i})\,l_{i}(x)\,dx\\={}&\sum _{i=0}^{n}\int \limits _{x_{i-1}}^{x_{i}}f(x_{i})\,l_{i}(x)\,dx\\={}&\sum _{i=0}^{n}f(x_{i})\underbrace {\int \limits _{x_{i-1}}^{x_{i}}l_{i}(x)\,dx} _{w_{i}}.\end{aligned}}}
Otwarty wzór Newtona-Cotesa rzędu {\displaystyle n{:}}
{\displaystyle \int \limits _{a}^{b}f(x)\,dx\approx \sum _{i=1}^{n-1}w_{i}\,f(x_{i})}
wagi znajdujemy w sposób analogiczny do powyższego.
- Możemy skonstruować wzór Newtona-Cotesa dowolnego rzędu.
- Niektóre wzory niskich rzędów mają swoje tradycyjne nazwy.
- W poniższej tabeli znajdują się wzory Newtona-Cotesa typu zamkniętego.
- Notacja {\displaystyle f_{i}} oznacza {\displaystyle f(x_{i}).}

| Rząd | Tradycyjna nazwa                                   | Wzór                                                                      | Błąd                                                    |
| ---- | -------------------------------------------------- | ------------------------------------------------------------------------- | ------------------------------------------------------- |
| 1    | wzór trapezów                                      | {\displaystyle {\frac {h}{2}}(f_{0}+f_{1})}                               | {\displaystyle -{\frac {h^{3}}{12}}\,f^{(2)}(\xi )}     |
| 2    | wzór Simpsona                                      | {\displaystyle {\frac {h}{3}}(f_{0}+4f_{1}+f_{2})}                        | {\displaystyle -{\frac {h^{5}}{90}}\,f^{(4)}(\xi )}     |
| 3    | reguła 3/8                                         | {\displaystyle {\frac {3h}{8}}(f_{0}+3f_{1}+3f_{2}+f_{3})}                | {\displaystyle -{\frac {3\,h^{5}}{80}}\,f^{(4)}(\xi )}  |
| 4    | wzór Boole’a czasem błędnie nazywany wzorem Bode’a | {\displaystyle {\frac {2\,h}{45}}(7f_{0}+32f_{1}+12f_{2}+32f_{3}+7f_{4})} | {\displaystyle -{\frac {8\,h^{7}}{945}}\,f^{(6)}(\xi )} |

Wykładnik o kroku {\displaystyle h} w wyrazie błędu pokazuje szybkość zmniejszania się błędu przybliżenia. Pochodna {\displaystyle f} w wyrazie błędu pokazuje który wielomian może być scałkowany dokładnie (tzn. z błędem równym 0). Można zauważyć, że stopień pochodnej {\displaystyle f} w oszacowaniu błędu wzrasta o 2 dla co drugiego wzoru. Liczba {\displaystyle \xi } leży pomiędzy {\displaystyle a} i {\displaystyle b.}
W poniższej tabeli znajdują się wzory Newtona-Cotesa typu otwartego.
| Rząd | Tradycyjna nazwa | Wzór                                                            | Błąd                                                    |
| 0    | wzór prostokątów | {\displaystyle 2hf_{1}}                                         | {\displaystyle {\frac {h^{3}}{24}}\,f^{(2)}(\xi )}      |
| 1    |                  | {\displaystyle {\frac {3\,h}{2}}(f_{1}+f_{2})}                  | {\displaystyle {\frac {h^{3}}{4}}\,f^{(2)}(\xi )}       |
| 2    |                  | {\displaystyle {\frac {4\,h}{3}}(2f_{1}-f_{2}+2f_{3})}          | {\displaystyle {\frac {28\,h^{5}}{90}}\,f^{(4)}(\xi )}  |
| 3    |                  | {\displaystyle {\frac {5\,h}{24}}(11f_{1}+f_{2}+f_{3}+11f_{4})} | {\displaystyle {\frac {95\,h^{5}}{144}}\,f^{(4)}(\xi )} |

Warto zwrócić uwagę, że aby wzór dawał dobre przybliżenie, krok {\displaystyle h} musi być mały, co oznacza, że przedział całkowania {\displaystyle [a,b]} również musi być mały, co zazwyczaj nie jest spełnione. Z tego powodu dzielimy przedział na mniejsze podprzedziały i stosujemy metodę Newtona-Cotesa na każdym z tych podprzedziałów, a następnie dodając wyniki. Jest to metoda złożona.